# Indian
Индиан (англ. Indian) — американская марка мотоциклов. Мотоциклы марки Indian начали выпускаться в 1901 году в Спрингфилде, штат Массачусетс, США, компанией Hendee Manufacturing Company. В 1928 году компания была переименована в Indian Motocycle Manufacturing Company. Компания неоднократно становилась банкротом, но затем производство мотоциклов под брендом Indian возобновлялось.

## История

### Ранние годы
В 1897 году предприниматель и бывший велогонщик Джордж М. Хенди (George M. Hendee) основал компанию «Hendee Manufacturing Company», которая занималась производством велосипедов. Велосипеды выпускались под названиями «Silver King» и «Silver Queen», название «American Indian» (очень быстро становится просто «Indian») появилось в 1898 году и было принято для лучшей узнаваемости марки на экспортных рынках. В 1900 году инженер Карл Оскар Хедстрём (Carl Oscar Hedström) предложил Джорджу начать производство мотоцикла с одноцилиндровым двигателем объёмом 260 см3 мощностью 1,75 л.с.
В 1901 году были успешно разработаны, построены и испытаны прототип и две опытные единицы Indian Single. Мотоцикл имел передовую для своего времени конструкцию. В частности на нём впервые была установлена цепная передача от двигателя к заднему колесу. Первые Indian Single были представлены покупателям в 1902 году. В 1903 году Карл Оскар Хедстрём установил мировой рекорд скорости на мотоцикле(56 миль в час). В 1904 году компания начала красить мотоциклы в красный цвет, который станет визитной карточкой марки Indian. Производство мотоциклов Indian растёт, превышая 500 мотоциклов в год и достигает пика в 32 000 шт. в 1913 году.
В 1905 году Indian разработал свой первый двухцилиндровый гоночный двигатель V-Twin объёмом 1000 см3, благодаря чему заводская команда показала отличные результаты в гонках и смогла установить ряд рекордов. В 1907 году компания представила стилизованный под гоночный мотоцикл с «гражданской» версией V-Twin. Также этот мотоцикл можно было отличить от гоночного наличием поворотной ручки газа. Объём двигателя серийной модели был 633 см3.
К сезону 1911 года Хедстрём построил усовершенствованную версию мотоцикла с четырёхклапанной головкой цилиндра. В 1911 году на гонке серии Tourist Trophy (Остров Мэн) гонщики команды Indian Оливер Годфри (Oliver Cyril Godfrey), Франклин (Franklin) и Мурехаус (Moorehouse) заняли весь пьедестал. Звезда гоночной команды Indian Джейк ДеРосси (Jake DeRosier) установил несколько рекордов скорости в Америке и в Англии, выиграв примерно 900 гонок. Позднее он покинул Indian и перешёл в команду Excelsior, но в 1913 году, в возрасте 33, он скончался от травм, полученных в аварии с Чарльзом Бэлком (Charles Balke), который впоследствии стал основным гонщиком Indian. На время прохождения траурной процессии с гробом ДеРосси все работы на производстве Indian были приостановлены.
В 1914 году производство мотоциклов Indian достигло 25000 в год. Он был крупнейшим производителем мотоциклов в мире.
Одним из самых известных гонщиков фирмы был Эрвин «Пушечное ядро» Бейкер (Erwin «Cannonball» Baker), который установил много различных рекордов. Так в 1914 году он смог проехать на Indian по всей Америке, от Сан-Диего до Нью-Йорка за рекордные по тому времени 11 дней, 12 часов и десять минут. Позднее Бейкер под руководством нового главного конструктора Чарльза Густафсона (Charles Gustafson) принял участие в проектировании V-образного двигателя Powerplus, который начал выпускаться в 1916 году. Его объём составлял 1000 см3, угол развала цилиндров — 42 градуса. Этот двигатель был мощнее (18 л.с.) и тише, чем предыдущий, обеспечивая максимальную скорость 60 миль в час (96 км/ч). Indian Powerplus был очень успешным, и как серийный двигатель, и как основа для гоночных мотоциклов. Он оставался в производстве с небольшими изменениями до 1924 года.
В 1916 году компания начала производство лёгкого мотоцикла с двухтактным двигателем объёмом 220 см3 модель K «Featherweight». Модель оказалась неудачной и через год была заменена моделью O с двухцилиндровым оппозитным нижнеклапанным двигателем. Модель O производилась до 1919 года.
Для расширения компании Хенди и Хедстрём пошли на расширенную эмиссию акций, что, однако, привело их к потере контроля над компанией. Оскар Хедстрём оставили Indian в 1913 году после разногласий с Советом директоров. Джордж Хенди ушёл в отставку в 1916 году.
После вступления США в Первую мировую войну большинство мотоциклов Indian Power Plus стали поставляться правительству США. Это привело к сокращению продаж мотоциклов через дилеров, в связи с чем Indian уступил первое место по продажам мотоциклов компании Harley-Davidson.

### Межвоенные годы
В 1919 году компания начала выпуск модели Scout (Скаут) c двухцилиндровым V-образным нижнеклапанным двигателем объёмом 606 см3 и мощностью 11 л.с. Scout имел легендарную надёжность и стал одной из самых популярных моделей Indian. Его производство продолжалось до 1949 г.
В 1922 году началось производство модели Chief, которая представляла собой увеличенную версию Скаута с двигателем объёмом 998 см3. Chief также был очень популярен, его производство продолжалось до 1953 года.
К концу 20-х годов XX века спрос на мотоциклы в США стал падать. Компания попыталась диверсифицировать производство, освоив изготовления запасных частей к автомобилям и даже холодильников. Однако это не спасло положения и во время Великой депрессии компания разорилась и была куплена представителем клана владельцев компании DuPont Полом Дюпоном (E. Paul DuPont).
В 1940 году у мотоциклов Indian появились характерные крылья-юбки, охватывающие значительную часть колеса, и ставшие основой фирменного стиля компании.

### Вторая мировая война
В 1940 году компания начала производство армейской модели 741, представлявшей собой комбинацию двигателя объёмом 492 см3 с ходовой частью от модели Sport Scout. Американская армия предпочитала закупать мотоциклы Харлей-Дэвидсон, поэтому Indian в основном поставлялись по Ленд-лизу союзникам. В частности в СССР их было поставлено более 5000 шт.

### Послевоенный упадок и банкротство
После войны Дюпон утратил интерес к компании и в 1945 году продал её промышленнику Ральфу Роджерсу (Ralph B. Rogers). При Роджерсе Индиан остановил производство модели Scout и переключился на лёгкие мотоциклы 149 Arrow, the Super Scout 249, появившиеся в 1949, и 250 Warrior, появившийся в 1950. В 1947 году на переднем крыле Индианов появился габаритный огонь, известный, как "war bonnet". Производство классических Индианов было крайне ограниченным, и в 1949 году модель Chief была снята с производства. В 1953 году всё производство было остановлено.

### Попытки возрождения

#### Импортные Роял Энфилды под брендом Индиан
После банкротства в 1953 году права на марку были куплены фирмой Brockhouse Engineering. С 1955 по 1960 год они импортировали британские мотоциклы Роял Энфилд (Royal Enfield) и после лёгкого тюнинга продавали под маркой Индиан. Почти все модели Роял Энфилд имели соответствующих двойников на американском рынке. Были модели Indian Chief, Trailblazer, Apache (все три с двигателями 700 cc twin), Tomahawk (500 cc twin), Woodsman (500 cc одноцилиндровый), Westerner (500 cc одноцилиндровый), Hounds Arrow (250 cc одноцилиндровый), Fire Arrow (250 cс одноцилиндровый), Lance (150 cc 2-тактный) и 3-колёсный Patrol Car (350 cc одноцилиндровый).
В 1960 году марка Индиан была куплена британской фирмой AMC. Роял Энфилд был их конкурентом, поэтому они резко свернули продажи всех моделей, кроме Chief. Планы были продавать мотоциклы Matchless и AJS под брендом Indian, но в 1962 году фирма AMC была ликвидирована.

#### Импорт Флойда Клаймера и Алана Ньюмана, 1963-1977
В середине 60-х годов XX века предприниматель Флойд Клаймер (Floyd Clymer) начал использовать бренд Indian, видимо, не покупая его у предыдущего владельца. Под этим брендом он начал продавать мотоциклы, закупаемые у итальянца Леопольдо Тартарини, владельца фирмы Italjet. Мини-байки с 50-кубовым двигателем Minarelli продавались под маркой Indian Papoose. Они были успешны, и Клаймер поручил Тартарини построить полноразмерный мотоцикл на базе Italjet Griffon с 750-кубовым двигателем от Royal Enfield Interceptor.
Дальнейшим развитием стал Indian Velo 500 с двигателем Velocette, итальянской коробкой передач, лёгкой рамой от Italjet, передней вилкой Marzocchi со ступицами Grimeca, алюминиевыми колёсными дисками Borrani и быстросъёмными сиденьем и баком, что облегчило мотоцикл на 20 кг. Однако смерть Клаймера в 1970 году прервала эту работу. 200 машин были отправлены в США, ещё 50 остались в Италии и были куплены лондонским дилером Velocette Джефом Додкиным (Geoff Dodkin). После теста британский журнал Motorcycle Sport описывал их, как "британская инженерия и итальянский дизайн в одном флаконе, предназначенный для рынка Америки", и что Додкин хотел бы оснастить эти мотоциклы либо стандартным двигателем Venom, либо более дорогим Thruxton.
После смерти Клаймера в 1970, его вдова продала марку Индиан адвокату из Лос-Анджелеса Алану Ньюману, который продолжил импортировать мотоциклы Italjet, а позже построил сборочный завод на Тайване. Выпускалось несколько моделей с двигателями от 50 до 175 сс, преимущественно двухтактными фирм Italjet и Franco Morini.
В 1974 году Ньюман решил возродить производство тяжёлых мотоциклов Indian-900 с 860-кубовым двигателем Ducatti и поручил Тартарини сделать прототип. Проект оказался неудачным. Дальше прототипа дело не пошло.
К 1975 году продажи Ньюмана стали уменьшаться, а в январе 1977 года он обанкротился.

#### Дальнейшие попытки, 1977-1999
После этого права на использование марки оказались в руках нескольких владельцев и стали предметом судебных исков в 1980-х. К 1992 году права на марку были переданы корпорации Indian Motocycle Manufacturing Co. Inc., возглавляемой Филиппом С. Занги (Philip S. Zanghi).
В июне 1994 года в Альбукерке, штат Нью-Мексико, президент корпорации Indian Motocycle Manufacturing Уэйн Боуман (Wayne Baughman) представил и опробовал прототип Indian Century V-Twin Chief. После предыдущих заявлений Боумана о постройке мотоциклов это был первый ходовой экземпляр.
Однако ни Занги, ни Боуман так и не начали серийный выпуск мотоциклов. В августе 1997 года, Занги был признан виновным в мошенничестве с ценными бумагами, уклонении от уплаты налогов и отмывании денег.
В январе 1998 года право на марку Indian перешло к компании Эллер Индастриз (Eller Industries). Эллер Индастриз поручила Руш Индастриз (Roush Industries) разработать двигатель для мотоцикла и вела переговоры с индейским племенем Ампква (Umpqua) о постройке завода на их земле. Три изображения мотоциклов (круизер, спорт-круизер и спортбайк), сделанные дизайнером Джеймсом Паркером, были показаны прессе в феврале 1998 года.
Эллер Индастриз наметила публичную презентацию прототипа круизера на ноябрь 1998 года, но показ был сорван получателем, обвинившим Эллер в невыполнении своих обязательств. Договор был расторгнут после того, как компания не уложилась в срок, и не смогла договориться с получателем о продлении срока. Другие условия, включая оплату административных расходов и презентацию рабочего прототипа, также не были выполнены Эллер Индастриз. Исходя из этого, Федеральный арбитражный суд в Денвере, штат Колорадо, постановил продать бренд фирме IMCOA Licensing America Inc. в декабре 1998 года.

#### Indian Motorcycle Company of America (1999–2003)
В 1999 году права на использование марки Indian Федеральным судом были переданы компании Indian Motorcycle Company of America, занимавшейся реставрацией мотоциклов Indian. В том же году было начато производство мотоциклов на мощностях бывшего завода CMC в городе Гилрой, Калифорния. Первой моделью стал Indian Chief с двигателем S&S объёмом 1442 см³, передачей на заднее колесо зубчатым ремнём и дизайном в стиле Indian 40-х годов. В 2001 появились модели Scout и Spirit. С 2002 года стали ставиться двигатели Powerplus объёмом 100 куб. дюймов (1600 см³). В 2003 году компания обанкротилась.

#### Indian Motorcycle Company (2006-2011)
20 июля 2006 года в Кингс Маунтин был открыт новый завод по производству мотоциклов Indian, принадлежавший зарегистрированной в Лондоне компании Stellican Limited. На заводе производились ограниченными сериями мотоциклы Stellican Indian Chief с V-образным двигателем объёмом 1720 см³, основанные на конструкции модели 1999 г. В 2009 году Indian Chief получил модернизированный двигатель Powerplus объёмом 105 куб. дюймов (1720 см³) с электронным впрыском топлива.

#### Приобретение фирмой Polaris (с 2011)
В 2011 году Indian Motorcycles была приобретена компанией Polaris Industries. Производство было перенесено в Спирит Лэйк, штат Айова, и началось 5 августа 2011 года. В августе 2013 года увидели свет три новые модели мотоциклов, отличающиеся в основном дизайном: Indian Chief Classic, Indian Chief Vintage и Indian Chieftain.

### Indian в кино
«Самый быстрый «Индиан» («The World’s Fastest Indian») — фильм 2005 года, основанный на биографии гонщика, конструктора, мечтателя Берта Монро, из города Инверкаргилл, Новая Зеландия, выступавшего на своем модифицированном мотоцикле Indian Scout 1920 года выпуска и  побившего в 1962 году в Бонневилле на соляном озере Бонневиль рекорд скорости в классе обтекаемых мотоциклов с двигателями объёмом до 1000 кубических сантиметров.